# Petra Svrtan
Petra Svrtan (Zagreb, 3. svibnja 1994.) je hrvatska kazališna, televizijska i filmska glumica. Kći je poznatih glumaca Nine Erak-Svrtan i Borisa Svrtana. Članica je ansambla Zagrebačkog kazališta mladih. 

## Filmografija

### Televizijske uloge
- "Područje bez signala" kao Timka (2022.)
- "Glumci iz karantene" kao pripovjedačica (2020.)
- "Crno-bijeli svijet" kao Vesna Mimica (2019.)

### Filmske uloge
- "Pino" kao glumica (2017.)

### Sinkronizacija
- "Raya i posljednji zmaj" kao Namaari (2021.)

## Vanjske poveznice
- Petra Svrtan u internetskoj bazi filmova IMDb-u (engl.)